# Бергстрем, Вальтер Карлович
Вальтер Карлович Бергстрем, Бергстрём (апрель 1899, Гельсингфорс — 28 июля 1938, Коммунарка) — русский и советский революционер, военный лётчик морской авиации. Комдив (1935). Помощник начальника Морских сил РККА по авиации. Репрессирован.

## Биография

### В Великом княжестве Финляндском
Родился в апреле 1899 году в Гельсингфорсе в семье машиниста железнодорожной дороги, по национальности швед. Брат — Улоф Карлович Бергстрем (1892), также впоследствии авиатор. Окончил шестиклассное народное училище и два года учился в ремесленном училище. Затем работал на заводе в Гельсингфорсе учеником слесаря и слесарем. Принимал участие в забастовках, проводимых профсоюзом металлистов. В марте 1918 г. вступил в отряд финской Красной гвардии. После подавления советской власти в Финляндии поступил на работу кочегаром на яхту «Штандарт», с экипажем которой в ходе Ледового похода перебрался в Россию.

### В СССР
В 1918 году один из организаторов союза финских моряков в Петрограде. Некоторое время работал в органах ВЧК уполномоченным в морском контроле. Член РКП(б) с октября 1918 года. В декабре 1918 года по представлению Коммунистической партии Финляндии был командирован в Школу морской авиации имени Л. Д. Троцкого, которую окончил в октябре 1919 года. Получил назначение в Онежскую военную флотилию, где служил в должности летчика и военкома 4-го гидроавиаотряда. В 1920 году некоторое время командовал авиаотрядом в Петрограде.
После Гражданской войны на ответственных должностях в ВВС РККА. В 1921 году окончил школу высшего пилотажа, после чего служил летчиком в 3-м морском истребительном отряде Воздушных сил Черного моря. В 1922—1924 годах — летчик 2-го морского истребительного отряда Воздушных сил Черного моря. В 1925—1926 годах — помощник командира 2-го истребительного и 48-го отдельного авиационных отрядов. С ноября 1926 года — командир 50-го, а с января 1928 года — 53-го отдельных авиаотрядов. В 1927 году окончил курсы усовершенствования начсостава при Военно-морской академии РККА. С декабря 1928 года — командир 63-й авиаэскадрильи. В конце 1929 года был назначен командиром 9-й авиационной бригады в Севастополе. В 1931—1932 годах находился в годичной загранкомандировке. С лета 1932 года — помощник командующего Морскими Силами Черного моря по авиации. В 1935 году при Управлении Морских сил РККА был вновь создан отдел морской авиации и введена должность помощника начальника Морских сил по авиации, на которую был назначен морской лётчик комбриг В. К. Бергстрем. Комдив с 2 декабря 1935 года приказом Наркома обороны СССР № 2500. С ноября 1937 года — в распоряжении Управления по командно-начальствующему составу РККА.

### Репрессии
Проживал в городе Москва, Чистопрудный бульвар, д. 12, кв. 94, дивизионный командир (запаса) военно-морского флота. Арестован 20 декабря 1937 года. В Сталинских расстрельных списках по 1-й категории, Москва-центр от 26 июля 1938 года. Осуждён ВКВС СССР 28 июля 1938 года по делу Москва-центра по статье 58-10 УК РСФСР. Расстрелян 28 июля 1938 года в Москве, на полигоне Коммунарка. Реабилитирован ВКВС СССР 11 мая 1957 года.

## Награды
- орден Ленина (25 мая 1936) За «выдающиеся личные успехи по овладению боевой авиационной техникой и умелое руководство боевой и политической подготовкой военно-воздушных сил РККА»[5]: